# Entre-deux-Eaux
 Entre-deux-Eaux  es una población y comuna francesa, en la región de Lorena, departamento de Vosgos, en el distrito de Saint-Dié-des-Vosges y cantón de Fraize.

## Demografía
| 330 | 321 | 317 | 402 | 454 | 450 |
| Para los censos de 1962 a 1999 la población legal corresponde a la población sin duplicidades (Fuente: INSEE [Consultar]) |     |     |     |     |     |